# Hyssna kyrka
Hyssna kyrka ligger i samhället Hyssna i nordvästra delen av Marks kommun. Den tillhör Hyssna församling i Göteborgs stift. 

## Kyrkobyggnaden
Kyrkan invigdes den 17 oktober 1907 och ersatte den gamla som blivit för liten för församlingens behov. Ritningarna var utförda av arkitekt Thor Thorén på Överintendentsämbetet och var baserade på ursprungsritningar av Göteborgsarkitekten Adrian C. Peterson. Till sin form har kyrkan nygotiska grunddrag, men även jugendformer interiört, framför allt i dörrpartierna. Fasaderna har ljus puts med spetsbågiga fönsteröppningar på nygotiskt vis och tonets spira är högrest. Byggnaden restaurerades 1936 och 1967.  

## Inventarier
- Predikstolen byggdes 1706 av bildhuggaren Gustav Kihlman och fanns i gamla kyrkan.
- Dopfunten av trä är samtida med den nya kyrkan och målad i blått med detaljer i rött och guld.
- En mässkrud från 1400-talet tillverkad av mossgrön sammet med broderier i guldtråd.

### Klockor
Kyrkan hade tidigare två klockor av medeltida normaltyp.
- Storklockan, som hette Karin, omgöts 1915 eftersom den hade spruckit.
- Lillklockan finns kvar. Den saknar inskrifter och har endast ett tomt skriftband runt halsen.[1]

### Orgel
Orgeln, som är placerad nära koret, byggdes 1985 av Tostareds Kyrkorgelfabrik. 
| Manual C-g3             | Pedal C-f1 |
| ----------------------- | ---------- |
| Gedackt 8'              | Bihängd    |
| Rörflöjt 4'             |            |
| Principal 2' B/D        |            |
| Nasat 1 1/3'            |            |
| Sesquialtera 2 chor B/D |            |

Läktarorgeln byggdes 2020 av Tostareds Kyrkorgelfabrik. Orgeln har mekanisk traktur och elektrisk registratur.
Den har 21.000 fria kombinationer.
| Man I. Huvudverk C-g3 | Man II. Svällverk C-g3 | Pedal C-f1   | Koppel |
| --------------------- | ---------------------- | ------------ | ------ |
| Borduna 16'           | Violinprincipal 8'     | Subbas 16'   | II/I   |
| Principal 8'          | Rörflöjt 8'            | Principal 8' | II/P   |
| Gedackt 8'            | Salicional 8'          | Gedackt 8'   | I/P    |
| Gamba 8'              | Voix céleste 8'        | Koralbas 4'  |        |
| Octava 4'             | Principal 4'           | Basun 16'    |        |
| Hohlflöjt 4'          | Flöjt oktaviant 4'     | Trumpet 8'   |        |
| Kvinta 2 2/3'         | Nasard 2 2/3'          |              |        |
| Octava 2'             | Waldflöjt 2'           |              |        |
| Mixtur III            | Ters 1 3/5'            |              |        |
| Trumpet 8'            | Scharf II              |              |        |
|                       | Oboe 8'                |              |        |
|                       | Tremolo                |              |        |